# Marais
Koordinaten: 48° 51′ 28″ N, 2° 21′ 41″ O

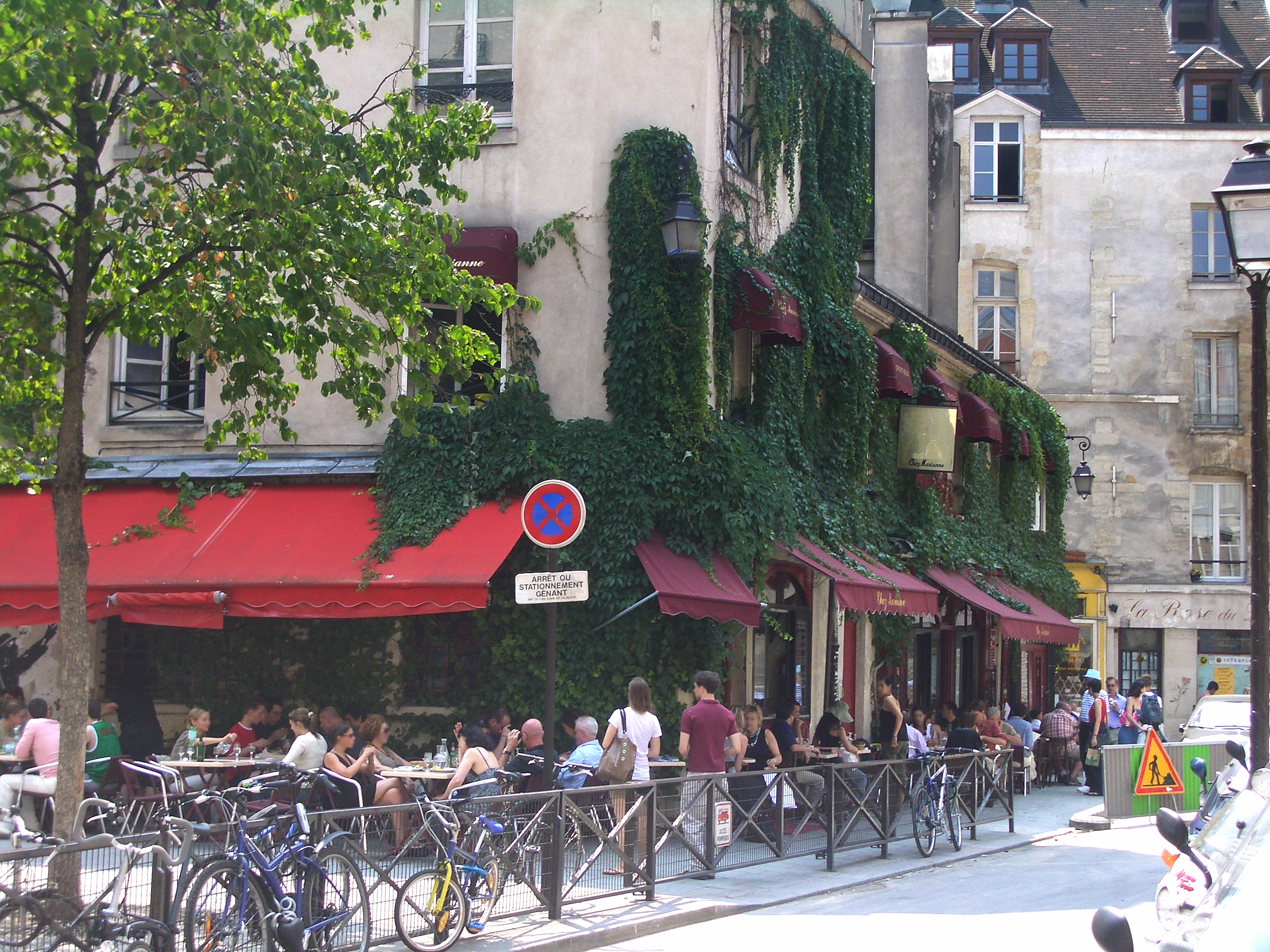
Restaurant Chez Marianne

Der Marais (deutsch: Sumpf) ist ein Stadtteil von Paris am rechten, dem nördlichen Ufer der Seine. Er liegt östlich des Centre Georges-Pompidou zwischen der Place de la République und der Place de la Bastille und gehört sowohl zum 3. als auch zum 4. Arrondissement.

## Lage und Charakteristik
Begrenzt wird das Viertel von der Rue Réaumur und der Rue de Bretagne im Norden, dem Boulevard Beaumarchais im Osten, der Seine im Süden und der Rue Beaubourg sowie der Rue du Renard im Westen. Diese ehemalige Sumpflandschaft wurde im 13. Jahrhundert von Angehörigen des Templerordens trockengelegt. Damals befand sie sich in einer Randlage, heute im Herzen der Stadt östlich des Innenstadtbereichs.
Der Marais ist ein besonderes und sehr ursprüngliches Viertel von Paris. Es hat die Haussmannschen Modernisierungsbestrebungen des 19. Jahrhunderts überstanden, wodurch die ältesten und prachtvollsten Hôtels particuliers, d. h. Stadtpaläste des Adels, neben den windschiefen Häusern der Handwerker, die hohen Mietshäuser neben den Ordensniederlassungen der Tempelritter hier überlebt haben.

## Geschichte
Der Marais war lange Zeit ein Sumpfgebiet außerhalb der Stadtgrenzen, seine Trockenlegung begann im 13. Jahrhundert. Im 14. Jahrhundert wurde eine erweiterte Pariser Stadtmauer errichtet, die den Marais mit einschloss. Im 17. Jahrhundert wurde der Marais zur bevorzugten Wohngegend des Adels. Dieser wurde im Zuge der Französischen Revolution Ende des 18. Jahrhunderts vertrieben, was den Beginn eines architektonischen Niedergangs einläutete, der erst 1962 unter Charles de Gaulles Kulturminister André Malraux gestoppt wurde.

## Kennzeichnung durch Victor Hugo
Die historische Entwicklung des zeitweise anrüchigen Stadtviertels beobachtend, beschrieb Victor Hugo 1831 in seinem Glöckner von Notre Dame den Marais wenig schmeichelhaft:

„Zigeuner, entlaufene Mönche, versumpfte Studenten, Schurken aller Nationen, wie Spanier, Italiener, Deutsche, und alle Religionen, Juden, Christen, Mohammedaner, Götzenanbeter, am Tag bettelnd, nachts als Räuberbanden ausschwärmend…“

## Sehenswürdigkeiten

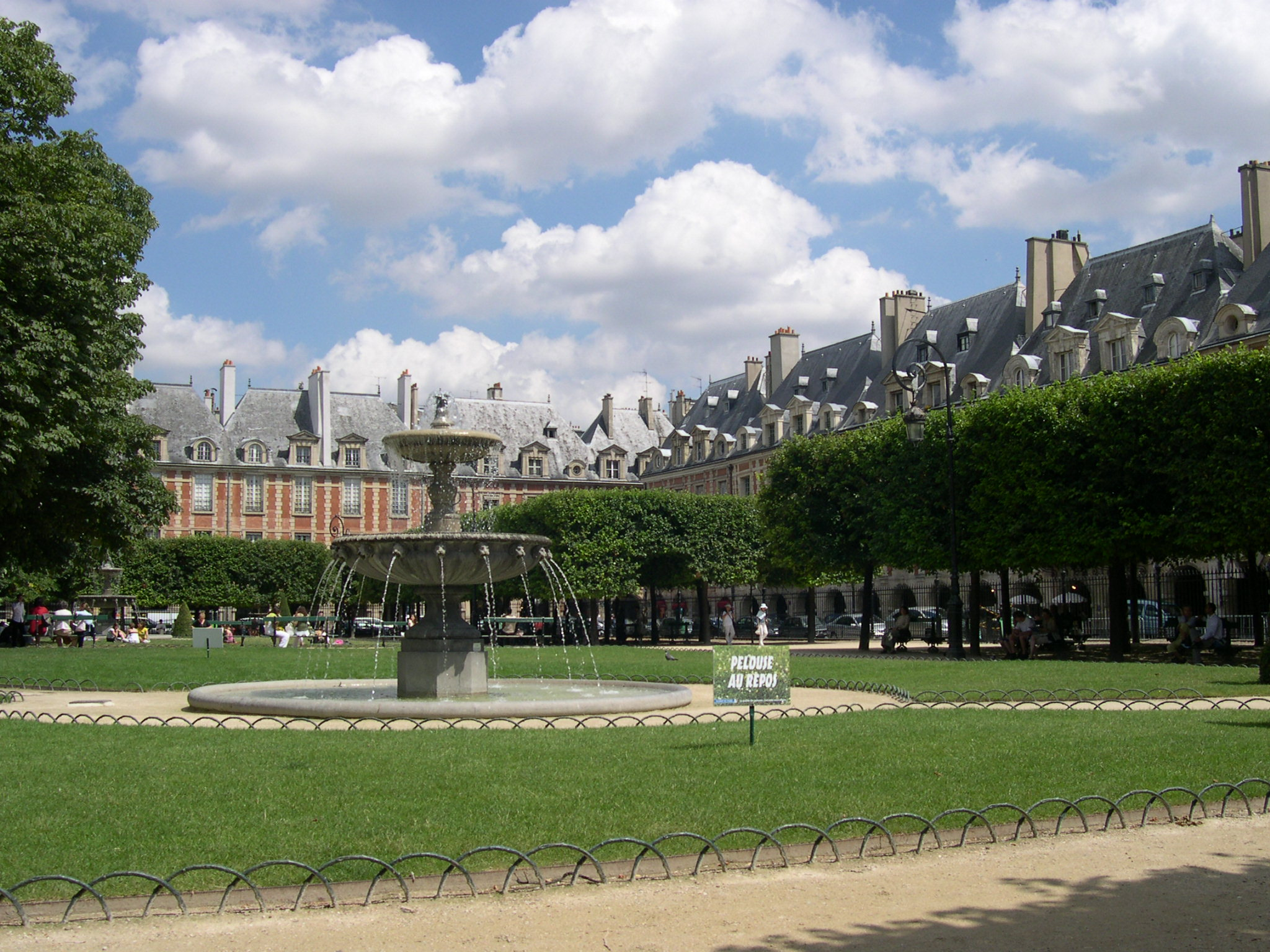
Place des Vosges

Die Grenze am westlichen Eingang zum Marais bildet das in den frühen 1970er Jahren von Renzo Piano und Richard Rogers konstruierte Centre Georges Pompidou. Das Gebäude ist benannt nach dem französischen Staatspräsidenten Georges Pompidou, auf dessen Initiative hin es gebaut wurde, wofür das Quartier des Halles – die Pariser Markthallen und das Herzstück des Viertels – abgerissen wurde. 300 Meter entfernt vermittelt seit 1998 das Museum für jüdische Kunst und Geschichte im 1640 erbauten Hôtel de Saint-Aignan jüdische Kultur.
Einer der schönsten und ältesten Plätze von Paris, die Place des Vosges, liegt inmitten des Marais. Der Platz, der bis zur Revolution Place Royale hieß, wurde 1605 von Heinrich IV. an der Stelle eines Pferdemarktes angelegt. Victor Hugo wohnte hier im Haus Nr. 6 und Kardinal Richelieu im Haus Nr. 21.
Das dem französischen Nationalarchiv angegliederte Musée de l’Histoire de France dokumentiert in dem äußerst prunkvollen Rahmen des Hôtel de Soubise, eines der größten Stadtpaläste des Marais-Viertels, die Geschichte Frankreichs. Der Schwerpunkt des Museums liegt auf der Entstehung des französischen Königreichs und der Entwicklung der verschiedenen Institutionen der Monarchie. Schriftstücke wie die Testamente von Ludwig XIV., Ludwig XV. und Napoleons werden präsentiert, der letzte Brief von Marie-Antoinette oder Robespierres Haftbefehl, ein Schreiben von Richard Löwenherz ebenso wie ein Brief Jeanne d’Arcs an die Einwohner von Reims vom 6. August 1429.
Sehenswert ist auch die Synagoge der Rue Pavée, die 1913 vom Architekten Hector Guimard errichtet wurde. Diese Jugendstil-Synagoge ist der einzige Sakralbau, den er entworfen hat. Auf dem Weg von der Rue Vieille du Temple (hier hatte einst der Templerorden seinen Sitz) zur Rue des Francs-Bourgeois kommt man am Marché Saint Paul vorbei, einem anziehenden Ort, an dem sich unter den Portalvorbauten Antiquitäten- und Trödlergeschäfte aneinanderreihen.
Die seit 1810 protestantische Kirche Les Billettes an der Rue des Archives geht auf ein Kloster des späten 13. Jahrhunderts zurück und erinnert zugleich an eine antijüdische Legende. Die heutige Kirche entstand 1756–1758. Der gotische Kreuzgang ist der einzige erhaltene von Paris.

## Das jüdische Zentrum von Paris

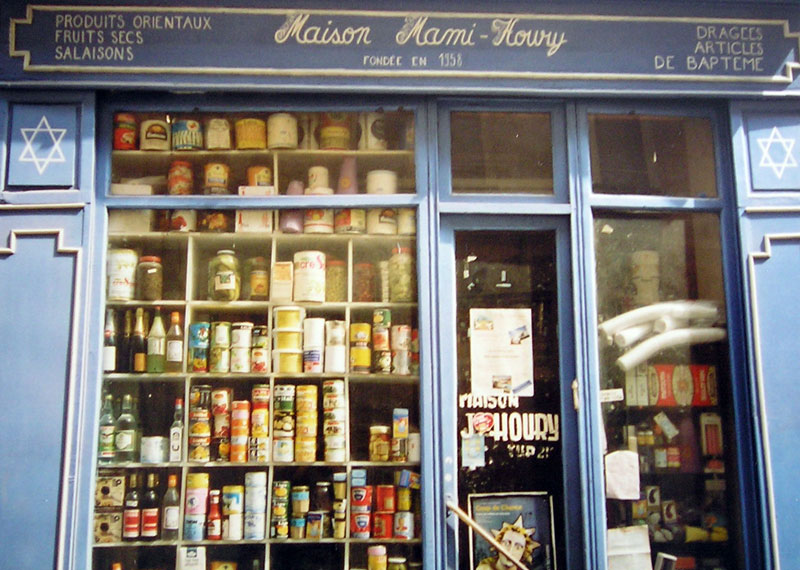
Jüdisches Geschäft

Der Marais ist das historische Zentrum des jüdischen Lebens in Paris. Seit dem 13. Jahrhundert haben hier Juden aus Ost und West trotz aller Vertreibungen immer wieder eine Heimat gefunden. Bildeten in der frühen Neuzeit zunächst die Sephardim, die aus Spanien und Portugal vertriebenen Juden, die Mehrheit, kamen nach der Französischen Revolution besonders strenggläubige Juden aus dem Elsass und Osteuropa. Nachdem während der deutschen Besatzung 1940–1944 zahlreiche Juden deportiert und ermordet worden waren, siedelten sich in den 1960er Jahren erneut Sepharden aus Nordafrika an, die heute einen Großteil der jüdischen Gemeinde von Paris ausmachen. Zwei Museen in Paris zeugen von der Geschichte der Juden, und zwar die Schoah-Gedenkstätte und das Museum für jüdische Kunst und Geschichte Nirgendwo sonst in Europa leben heute so viele Juden: 400.000 Menschen gehören zur jüdischen Gemeinde in Frankreich, fast die Hälfte von ihnen lebt in Paris – und die meisten von ihnen wohnen noch immer im Marais-Viertel.
Der „Vater“ der Jugendstileingänge der Pariser Métro, Hector Guimard (selbst mit einer Jüdin, der Malerin Adeline Oppenheim aus New York verheiratet), ist der Architekt der Agudath-Hakehilot-Synagoge, bei der er die verspielte Ästhetik des Jugendstils mit der Strenge des orthodoxen Judentums verband. In unmittelbarer Nachbarschaft residiert das Oberhaupt der orthodoxen Juden von Paris, einer kleinen, aber engagierten Minderheit. So ist es nicht selten, eine Sushi-Bar oder eine Pizzeria mit einem Kashrut-Zertifikat des Beth Din de Paris vorzufinden, des Großrabbinats von Paris, das über die Einhaltung der Reinheitsvorschriften wacht. Die (nach heute nicht mehr existierenden Rosensträuchern benannte) Rue des Rosiers und ihre Seitenstraßen werden auf Jiddisch das Pletzl oder Le Pletzl genannt. In der Rue Geoffrey-l’Asnier befindet sich das Mahnmal für den unbekannten jüdischen Märtyrer.
Für politische Aufklärung und ein besseres Miteinander von Juden, Christen, Muslimen und Andersgläubigen engagierte sich von 1989 bis 2006 der kleine Spartenkanal Télévision Française Juive, der erste jüdische Fernsehsender in Europa. Der Sender hatte seinen Sitz bewusst in der Rue des Rosiers gewählt, wo ein spannungsreicher Mix der Straße die besten Storys schrieb und für Sendungen sorgte.

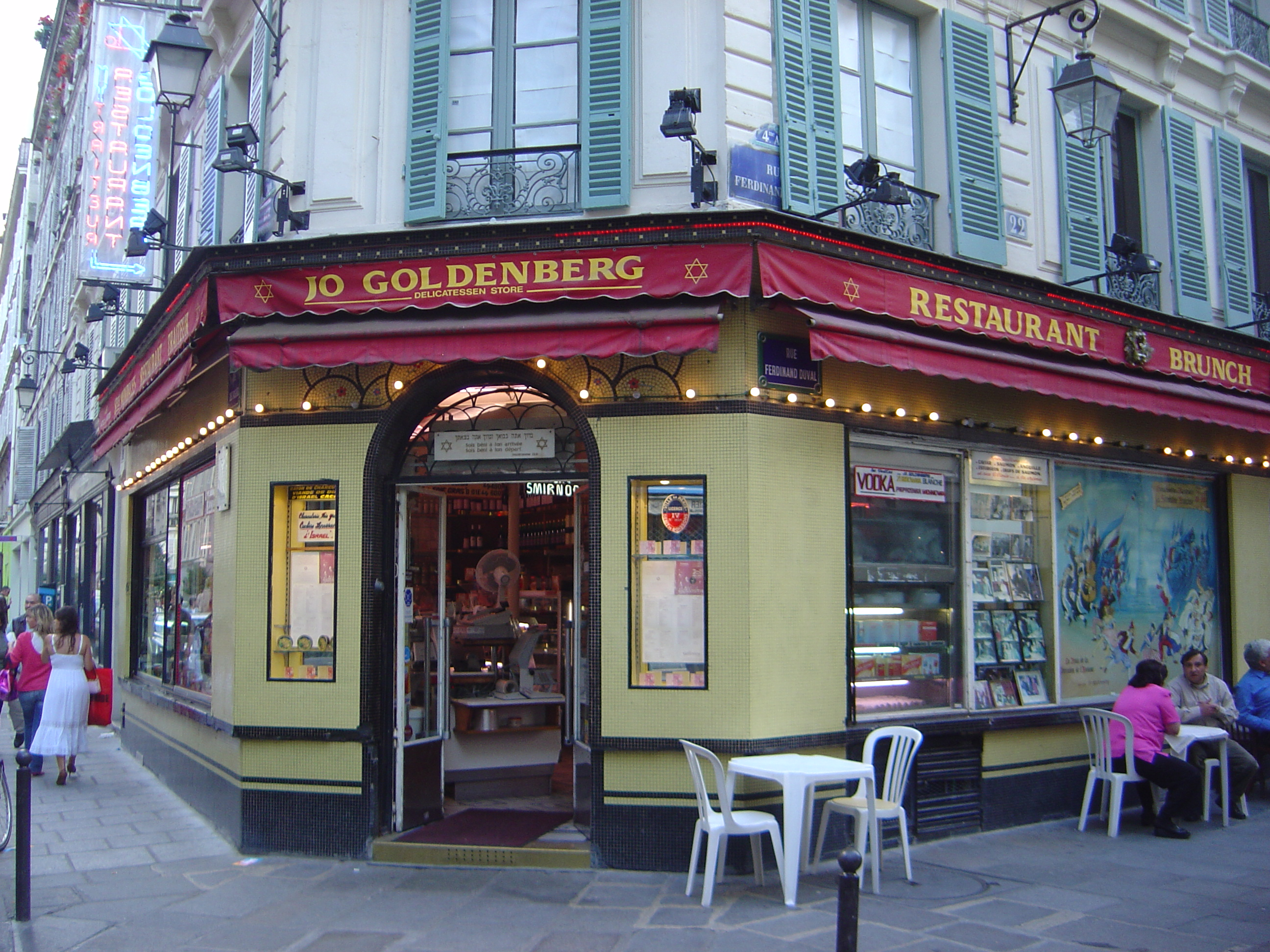
Restaurant Jo Goldenberg. Dieses berühmte jüdische Restaurant existierte von 1948 bis 2007.

Siehe auch: École des Hospitalières Saint-Gervais

### Restaurant Goldenberg
Die Geschäftsaufgabe des Restaurants Goldenberg in der Pariser Rue des Rosiers Nr. 7  im Jahre 2007 bedeutete das Ende einer Pariser Institution. Seit 1948 hatte Jo Goldenbergs berühmtes jüdisches (allerdings nicht koscheres) Restaurant, an das ein Delikatessenladen angeschlossen war, Juden und Nichtjuden aus aller Welt angezogen. Am 9. August 1982 war auf das Restaurant ein Bombenanschlag verübt worden, bei dem sechs Menschen getötet und 22 verletzt wurden. Der Anschlag wird der Abu-Nidal-Organisation zugeschrieben.

## Sonstiges

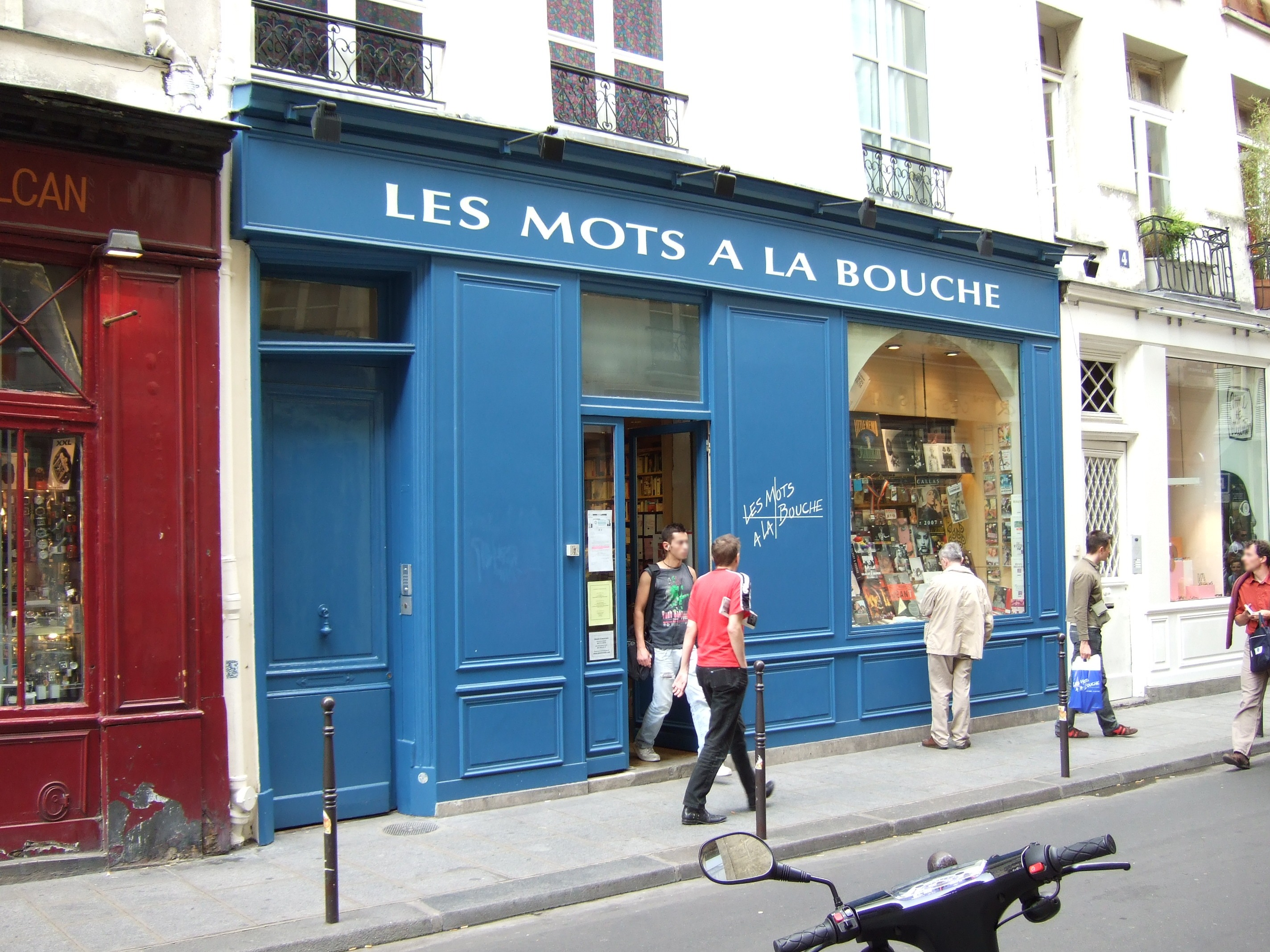
Gay-Buchhandlung Les Mots à la Bouche

Im Marais, um die Rue de la Verrerie herum, in den Parallelstraßen Rue Sainte-Croix de la Bretonnerie und Rue des Blancs Manteaux, hat sich ein großer Teil der Pariser Schwulenszene etabliert.
Das Hôtel Duret-de-Chevry in der rue du Parc-Royal beherbergt seit 1994 das Deutsche Historische Institut Paris.